# Mjöträsket (Nederkalix socken, Norrbotten, 732119-183186)
Mjöträsket är en sjö i Kalix kommun i Norrbotten och ingår i Kalixälvens huvudavrinningsområde. Sjön har en area på 0,0794 kvadratkilometer och ligger 14 meter över havet.

## Delavrinningsområde
Mjöträsket ingår i det delavrinningsområde (732304-183133) som SMHI kallar för Mynnar i Kalixälvens vattendragsyta. Medelhöjden är 18 meter över havet och ytan är 15,48 kvadratkilometer. Det finns inga avrinningsområden uppströms utan avrinningsområdet är högsta punkten. Innanbäcken som avvattnar avrinningsområdet har biflödesordning 2, vilket innebär att vattnet flödar genom totalt 2 vattendrag innan det når havet efter 6,8 kilometer. Avrinningsområdet består mestadels av skog (63 procent), öppen mark (11 procent) och sankmarker (12 procent). Avrinningsområdet har 0,08 kvadratkilometer vattenytor vilket ger det en sjöprocent på 0,5 procent. Bebyggelsen i området täcker en yta av 0,4 kvadratkilometer eller 3 procent av avrinningsområdet.